# X з'їзд Комуністичної партії Молдавії
X з'їзд Комуністичної партії Молдавії — з'їзд Комуністичної партії Молдавії, що відбувся 27—29 вересня 1961 року в місті Кишиневі.

## Порядок денний з'їзду
1. Звіт ЦК КПМ
2. Звіт Ревізійної Комісії КПМ
3. Вибори керівних органів КПМ.

## Керівні органи партії
Обрано 97 членів ЦК КПМ, 39 кандидатів у члени ЦК КПМ та 23 члени Ревізійної Комісії КПМ.

### Члени Центрального комітету КП Молдавії
- Аленицький Григорій Лук'янович — військовослужбовець
- Андронатій Олексій Іларіонович — 1-й секретар Оргіївського райкому КПМ
- Антосяк Георгій Федорович — голова Молдавської Ради народного господарства
- Арпентьєв Володимир Олександрович — міністр фінансів Молдавської РСР
- Афтенюк Герман Трохимович — заступник голови Ради міністрів Молдавської РСР
- Бережний Іван Микитович — 1-й секретар Каушанського райкому КПМ
- Бодюл Іван Іванович — 1-й секретар ЦК КПМ
- Болфа Георгій Трохимович — голова колгоспу імені Леніна Бендерського району
- Брадулов Микола Михайлович — міністр внутрішніх справ Молдавської РСР
- Буга Василь Гаврилович — 1-й секретар ЦК ЛКСМ Молдавії
- Буштян Микола Петрович —
- Вердиш Дмитро Іванович — 1-й заступник завідувача відділу ЦК КПМ
- Вершинін І.М. —
- Володько Антон Євгенович — 1-й секретар Тараклійського райкому КПМ
- Волосюк Василь Михайлович — 1-й секретар Дубоссарського райкому КПМ
- Воробйов Павло Федотович — завідувач відділу промисловості і транспорту ЦК КПМ
- Воронін Петро Васильович — завідувач відділу партійних органів ЦК КПМ
- Гапонов Микола Єгорович — міністр автомобільного транспорту і шосейних доріг Молдавської РСР
- Гарцуєв Павло Миколайович — начальник Молдавської залізниці
- Гладилін Микола Миколайович — редактор газети «Советская Молдавия»
- Гросул Яким Сергійович — президент Академії наук Молдавської РСР
- Грузовенко Андрій Іванович — 1-й секретар Резинського райкому КПМ
- Дарієнко Петро Степанович — редактор газети «Молдова сочіалісте»
- Дворников Прокіп Гнатович — директор Молдавського НДІ зрошувального землеробства і овочівництва, член-кореспондент ВАСГНІЛ
- Д'єур Михайло Пилипович — голова Кишинівського міськвиконкому
- Діордиця Олександр Пилипович — голова Ради Міністрів Молдавської РСР
- Дигай Гліб Григорович — 1-й секретар Єдинецького райкому КПМ
- Дудко Веніамін Іларіонович — завідувач сільськогосподарського відділу ЦК КПМ
- Дурноп'янов Іван Леонтійович —
- Жемайтіс Георгій Гнатович —
- Ілляшенко Кирило Федорович — завідувач відділу науки, шкіл і культури ЦК КПМ
- Іордан Марія Леонтіївна — бригадир виноградарської бригади колгоспу імені Лазо села Малаєшти Тираспольського району
- Казанір Яким Семенович — прокурор Молдавської РСР
- Кащук Н.Н. —
- Кірошка З.І. —
- Коваль Микола Григорович — голова Держплану РМ Молдавської РСР
- Кодіца Йон Сергійович — голова Президії Верховної Ради Молдовської РСР
- Корнован Дмитро Семенович — 1-й секретар Бендерського райкому КПМ; секретар ЦК КПМ
- Коханський Василь Іванович — 1-й секретар Кишинівського міськкому КПМ
- Крачун Агрипина Микитівна — секретар Президії Верховної Ради Молдовської РСР
- Кройтор З.І. — голова колгоспу імені Леніна Карпіненського району
- Кулюк Леонід Федорович — 1-й секретар Бельцького райкому КПМ
- Куриленко Микола Миколайович — секретар ЦК КПМ
- Куришина Євгенія Мефодіївна — бригадир виноградарської бригади радгоспу «Чумай» Вулканештського району
- Лазарев Артем Маркович — міністр культури Молдавської РСР
- Легейда В.Ф. —
- Лешан Іван Григорович —
- Лозан Степан Іванович — 1-й секретар Теленештського райкому КПМ
- Малахов Борис Михайлович — 1-й секретар Сороцького райкому КПМ
- Масловський Костянтин Володимирович — фрезерувальник
- Медведєв Олексій Іванович — завідувач відділу пропаганди і агітації ЦК КПМ
- Мельников Микола Панасович — 2-й секретар ЦК КПМ
- Міщенко Дмитро Іванович — голова колгоспу імені Леніна Тираспольського району
- Молдован Василь Кирилович — 1-й секретар Фалештського райкому КПМ
- Морару Костянтин Васильович — міністр сільського господарства Молдавської РСР
- Моргунов Володимир Микитович — 1-й секретар Атацького райкому КПМ
- Нечаєнко Олександр Васильович — 1-й секретар Тираспольського міськкому КПМ
- Огарьов Ю.Н. —
- Одобеску Віра Сергіївна — розкрійниця Кишинівської взуттєвої фабрики імені Сергія Лазо
- Онуфрей Є.А. —
- Орєшкін Микола Васильович — начальник Управління виноробної промисловості Молдавської Ради народного господарства
- Паскар Петро Андрійович — 1-й секретар Чадир-Лунзького райкому КПМ
- Паю В.К. —
- Петраш В.Н. —
- Петрик Павло Петрович — 1-й секретар Флорештського райкому КПМ
- Полєтаєв Петро Іванович — 1-й секретар Леовського райкому КПМ
- Постовий Євген Семенович — секретар ЦК КПМ
- Потапов Семен Іванович — 1-й секретар Ришканського райкому КПМ
- Ротар Микита Федорович — голова колгоспу «Ленінський прапор» Резинського району
- Рощаховський Василь Олександрович —
- Савченко І.М. —
- Савченко Іван Тихонович — голова Комітету державної безпеки при Раді міністрів Молдавської РСР
- Сидоренко Сергій Степанович — голова Молдавської республіканської ради профспілок
- Сидоров Михайло Іванович —
- Скрипка Іван Степанович — 1-й секретар Чимишлійського райкому КПМ
- Скуртул Максим Васильович — міністр заготівель Молдавської РСР
- Смирнов Леонід Павлович — 1-й секретар Унгенського райкому КПМ
- Соловйова Валентина Сергіївна — директор Тираспольської швейної фабрики імені 40-річчя ВЛКСМ
- Сорочан Євгенія Григорівна — голова колгоспу «Вяца ноуе» Флорештського району
- Спину А.Ф. —
- Суслов А.П. —
- Тіунов Анатолій Іванович — 1-й секретар Кагулського райкому КПМ
- Топало Володимир Кузьмович — бригадир мулярів комплексної бригади комуністичної праці будівельного управління № 1
- Троєнко О.В. —
- Тупиков І.Г. — 1-й секретар Бельцького міськкому КПМ
- Федоренко Степан Миколайович — майстер
- Чебан Іван Олександрович — 1-й секретар Каларашського райкому КПМ
- Чеботар Варфоломій Ісидорович — 1-й секретар Карпіненського райкому КПМ
- Чеботар Ганна Парфенівна — ланкова колгоспу імені Котовського Липканського району
- Чеботар К.Я. —
- Чурбанов Ізосим Квінтельянович —
- Шендерєв С.М. —
- Шкорупеєв Іван Семенович — 1-й заступник голови Молдавської ради народного господарства
- Шпак Леонтій Омелянович — голова Партійної комісії при ЦК КПМ
- Штирбу С.Г. —
- Щолоков Микола Онисимович — 1-й заступник голови Ради міністрів Молдавської РСР
- Щербак Григорій Михайлович — військовослужбовець, генерал-лейтенант

### Кандидати у члени Центрального комітету КП Молдавії
- Алябін М.П. —
- Арнаут С.К. —
- Березовиков Ф.Д. — завідувач відділу будівництва і будівельних матеріалів ЦК КПМ
- Бєляєва Марія Василівна — голова колгоспу імені Мічуріна Дубосарського району
- Борисович А.А. —
- Ботнар С.А. —
- Вдовцов Я.Г. —
- Вишневський Григорій Йосипович —
- Власенко Галина Якимівна — голова Страшенського райвиконкому
- Гуськов А.І. —
- Дудник Микола Трохимович — 1-й секретар Бендерського міськкому КПМ
- Живаєв Андрій Григорович — керуючий справами ЦК КПМ
- Жунку Є.І. — доярка, бригадир молочнотоварної ферми колгоспу «Вяца ноуе» Оргіївського району
- Казутов К.А. —
- Кирикой Іван Трохимович —
- Кожин В.П. —
- Козловський Валентин Федорович — 1-й секретар Лазовського райкому КПМ
- Константинов Антон Сидорович — 1-й секретар Ленінського райкому КПМ міста Кишинева
- Коробчану Анатолій Володимирович — 2-й секретар Кишинівського міськкому КПМ
- Курманов М.Т. — директор радгоспу «Чалик»
- Лавранчук Георгій Іванович — 2-й секретар ЦК ЛКСМ Молдавії
- Лаптенок М.Є. —
- Лубенець Дмитро Євтихійович —
- Мар'яновський І.А. —
- Матвєєнко Дмитро Дмитрович — слюсар 3-ї Бендерської дистанції шляху Молдавської залізниці
- Мацнєв Олексій Іванович —
- Машталер Василь Васильович — голова республіканського об'єднання «Молдсільгосптехніка»
- Олійник Валентин Петрович —
- Семенчук Георгій Мойсейович — військовослужбовець
- Сєдова Ганна Терентіївна — голова Атацького райвиконкому
- Тиняний А.П. — 1-й секретар Окницького райкому КПМ
- Тузлов Михайло Іванович — голова Комратського райвиконкому; голова колгоспу «Маяк» села Кірсова Комратського району
- Утков А.Г. — завідувач особливого сектора ЦК КПМ
- Фетисов Микола Юхимович —
- Хлистов Лев Олександрович —
- Хорошилов Г.А. —
- Царанов Степан Васильович — голова Комітету з вищої та середньої спеціальної освіти при Раді міністрів Молдавської РСР
- Чебан І.К. —
- Чепурнов В.С. —

### Члени Ревізійної комісії КП Молдавії
- Андрейчук Ганна Тимофіївна — директор Кишинівської швейної фабрики № 1
- Аніканов Іван Михайлович — заступник голови Ради народного господарства Молдавської РСР
- Бурилков Костянтин Панасович —
- Виноградов В.А. —
- Волошин Г.Є. — 1-й секретар Сталінського райкому КПМ міста Кишинева
- Єпур Федір Семенович — начальник Головного управління професійно-технічної освіти РМ Молдавської РСР
- Зайченко Микола Михайлович —
- Ісакова Катерина Олександрівна —
- Кириленко В.Ф. —
- Кобилецький А.С. —
- Кольца І.В. — 1-й секретар Ніспоренського райкому КПМ
- Константинов Михайло Степанович —
- Косоруков Анатолій Степанович — 1-й секретар Тираспольського райкому КПМ
- Кранга Петро Федорович — міністр торгівлі Молдавської РСР
- Кускевич Іван Васильович — голова Бельцького міськвиконкому
- Лук'янов Микола Миколайович — голова Каларашського райвиконкому
- Негру-Воде Олександр Степанович — 1-й секретар Котовського райкому КПМ
- Остапенко В.І. —
- Пержан Дмитро Григорович — голова Комісії державного контролю РМ Молдавської РСР
- Степанов Георгій Панасович — голова Окницького райвиконкому
- Уразовський А.К. —
- Хорева Августа Василівна — голова Бендерського міськвиконкому
- Чумаков Н.С. —